# マリ (ギニア)

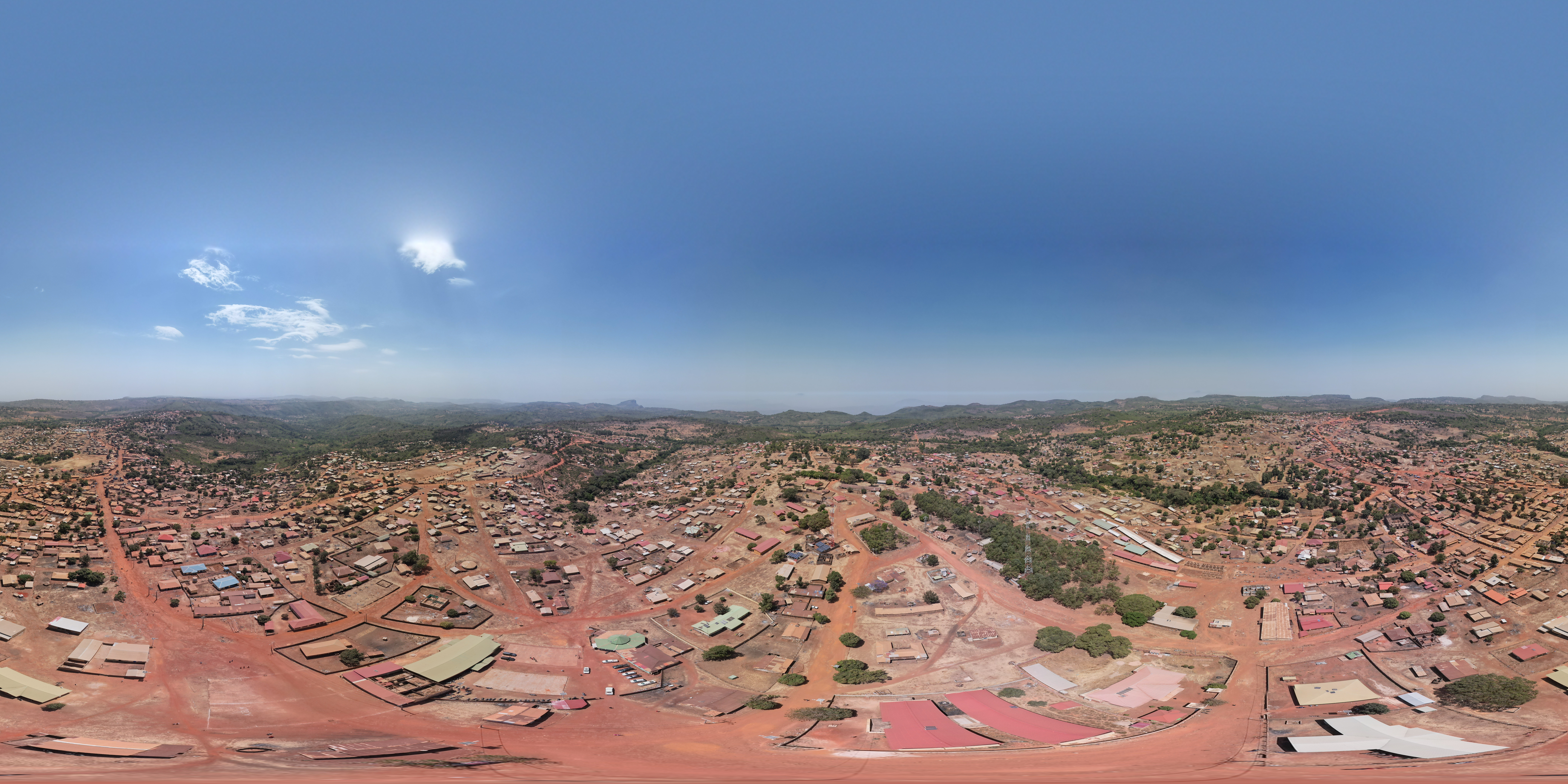
マリ

マリ(Mali)は、ギニア共和国北部のラベ州のマリ県の県都。2008年の人口は4,798人。

## 概要
標高約1500mに位置する、ギニア最高標高の町である。隣国であるマリ共和国と区別するために、地元ではしばしば"Mali-ville"あるいは"Mali-Guinée"と呼ばれている。

## 地理
ギニア共和国北部のタムゲ山塊の上にある。蜂蜜で有名。近くにルーラ山、ランサ山がある。